# Speak & Spell
| Оценки критиков   | Оценки критиков |
| Источник          | Оценка          |
| ----------------- | --------------- |
| Allmusic          | [ 5 ]           |
| Melody Maker      | (положительная) |
| Pitchfork Media   | (7.5/10)        |
| Record Mirror     | [ 8 ]           |
| Rolling Stone     | [ 9 ]           |
| Роберт Кристгау   | (C+)            |
| Smash Hits        | [ 11 ]          |
| Георгий Старостин | (11/15)         |

Speak & Spell (спик энд спэл, буквально с англ. — «Говори и произноси по буквам») — дебютный альбом британской группы Depeche Mode, записанный и выпущенный в 1981 году.

## Об альбоме
Названием диск обязан популярной в то время электронной игрушке, состоявшей из речевого синтезатора и клавиатуры, которая иногда использовалась некоторыми группами в качестве музыкального инструмента.
Основным композитором песен на альбоме является Винс Кларк, который вскоре после выпуска альбома ушёл из группы и создал такие проекты как Yazoo и Erasure. После его ухода основным композитором стал Мартин Гор.
В 2006 году альбом был переиздан на компакт-диске. В 2007 году состоялся релиз расширенной версии альбома на виниловой пластинке.
Поскольку альбом был популярным, многие песни («Puppets», «Ice Machine», «New Life», «Shout!») исполнялись почти на всех концертах вплоть до 1985 года. Песни «Boys Say Go!» исполнялась ещё в 1986 году. «Photographic» исполнялась в 2006 и дважды в 2010 году, а «Just Can’t Get Enough» является одной из самых популярных песен, и поэтому она исполняется на концертах и в наше время.

## Список композиций
Релиз 1981 года:
 Британский LP: Mute (каталожный номер: Stumm 5)
Слова и музыка всех песен — Винс Кларк, кроме указанных иначе.
Дэвид Гаан — основной вокалист всех песен, кроме «Any Second Now (voices)», которая спета Мартином. «Big Muff» и оригинальная версия песни «Any Second Now» — инструментальные композиции.
| №                   | Название                      | Длительность |
| ------------------- | ----------------------------- | ------------ |
| 1.                  | «New Life»                    | 3:43         |
| 2.                  | «I Sometimes Wish I Was Dead» | 2:16         |
| 3.                  | «Puppets»                     | 3:55         |
| 4.                  | «Boys Say Go!»                | 3:03         |
| 5.                  | «Nodisco»                     | 4:11         |
| 6.                  | «What’s Your Name?»           | 2:41         |
| Общая длительность: | Общая длительность:           | 19:49        |

| №                   | Название                  | Автор(ы)            | Длительность  |
| ------------------- | ------------------------- | ------------------- | ------------- |
| 7.                  | «Photographic»            |                     | 4:44          |
| 8.                  | «Tora! Tora! Tora!»       | Мартин Гор          | 4:34          |
| 9.                  | «Big Muff»                | Мартин Гор          | 4:20          |
| 10.                 | «Any Second Now (Voices)» |                     | 2:35          |
| 11.                 | «Just Can’t Get Enough»   |                     | 3:41          |
| Общая длительность: | Общая длительность:       | Общая длительность: | 19:54 (39:43) |

| №                   | Название            | Длительность |
| ------------------- | ------------------- | ------------ |
| 1.                  | «New Life» (ремикс) | 3:56         |
| 2.                  | «Puppets»           | 3:57         |
| 3.                  | «Dreaming of Me»    | 3:42         |
| 4.                  | «Boys Say Go!»      | 3:04         |
| 5.                  | «Nodisco»           | 4:13         |
| 6.                  | «What’s Your Name?» | 2:41         |
| Общая длительность: | Общая длительность: | 21:33        |

| №                   | Название                             | Автор(ы)            | Длительность  |
| ------------------- | ------------------------------------ | ------------------- | ------------- |
| 7.                  | «Photographic»                       |                     | 4:58          |
| 8.                  | «Tora! Tora! Tora!»                  | Мартин Гор          | 4:24          |
| 9.                  | «Big Muff»                           | Мартин Гор          | 4:21          |
| 10.                 | «Any Second Now (Voices)»            |                     | 2:33          |
| 11.                 | «Just Can’t Get Enough» (Schizo Mix) |                     | 6:41          |
| Общая длительность: | Общая длительность:                  | Общая длительность: | 22:57 (44:30) |

Релизы на CD:
| №                   | Название                      | Автор(ы)            | Длительность |
| ------------------- | ----------------------------- | ------------------- | ------------ |
| 1.                  | «New Life»                    |                     | 3:46         |
| 2.                  | «I Sometimes Wish I Was Dead» |                     | 2:18         |
| 3.                  | «Puppets»                     |                     | 3:59         |
| 4.                  | «Boys Say Go!»                |                     | 3:06         |
| 5.                  | «Nodisco»                     |                     | 4:15         |
| 6.                  | «What’s Your Name?»           |                     | 2:45         |
| 7.                  | «Photographic»                |                     | 4:59         |
| 8.                  | «Tora! Tora! Tora!»           | Мартин Гор          | 4:22         |
| 9.                  | «Big Muff»                    | Мартин Гор          | 4:24         |
| 10.                 | «Any Second Now (Voices)»     |                     | 2:35         |
| 11.                 | «Just Can’t Get Enough»       |                     | 3:44         |
| Общая длительность: | Общая длительность:           | Общая длительность: | 40:13        |

| №                   | Название                                        | Длительность  |
| ------------------- | ----------------------------------------------- | ------------- |
| 12.                 | «Dreaming of Me» (версия без затихания в конце) | 4:03          |
| 13.                 | «Ice Machine» (версия без затихания в конце)    | 4:05          |
| 14.                 | «Shout!»                                        | 3:46          |
| 15.                 | «Any Second Now»                                | 3:08          |
| 16.                 | «Just Can’t Get Enough» (Schizo Mix)            | 6:36          |
| Общая длительность: | Общая длительность:                             | 21:38 (61:51) |

| №                   | Название                      | Автор(ы)            | Длительность |
| ------------------- | ----------------------------- | ------------------- | ------------ |
| 1.                  | «New Life»                    |                     | 3:46         |
| 2.                  | «I Sometimes Wish I Was Dead» |                     | 2:18         |
| 3.                  | «Puppets»                     |                     | 3:56         |
| 4.                  | «Boys Say Go!»                |                     | 3:08         |
| 5.                  | «Nodisco»                     |                     | 4:15         |
| 6.                  | «What’s Your Name?»           |                     | 2:45         |
| 7.                  | «Photographic»                |                     | 4:43         |
| 8.                  | «Tora! Tora! Tora!»           | Мартин Гор          | 4:38         |
| 9.                  | «Big Muff»                    | Мартин Гор          | 4:24         |
| 10.                 | «Any Second Now (Voices)»     |                     | 2:35         |
| 11.                 | «Just Can’t Get Enough»       |                     | 3:44         |
| 12.                 | «Dreaming of Me»              |                     | 4:03         |
| Общая длительность: | Общая длительность:           | Общая длительность: | 44:15        |

| №                   | Название                             | Длительность |
| ------------------- | ------------------------------------ | ------------ |
| 13.                 | «Ice Machine»                        | 4:05         |
| 14.                 | «Shout»                              | 3:46         |
| 15.                 | «Any Second Now»                     | 3:08         |
| 16.                 | «Just Can’t Get Enough» (Schizo Mix) | 6:36         |
| Общая длительность: | Общая длительность:                  | 17:43        |

Фильм о процессе создания альбома
| №   | Название                                                          | Перевод            | Длительность  |
| --- | ----------------------------------------------------------------- | ------------------ | ------------- |
| 17. | «Depeche Mode 80-81 (Do We Really Have to Give Up Our Day Jobs?)» | Depeche Mode 80-81 | 28:24 (90:22) |

## Участники записи
- Дэвид Гаан — вокал (1-8, 11-12[источник не указан 345 дней])
- Мартин Гор — клавишные, бэк-вокал, вокал (7, 10), музыка/слова (8, 9)
- Эндрю Флетчер — клавишные, бэк-вокал
- Винс Кларк — программирование, клавишные, бэк-вокал, музыка/слова (1-7, 10-12), драм-машина
- Продюсеры: Depeche Mode, Дэниел Миллер
- Записан в Blackwing Studios, Лондон
- Инженеры: Джон Фрайер, Эрик Рэдклифф
- Обложка альбома создана Брайаном Гриффином

## Чарты и сертификации
| Страна         | Место |
| -------------- | ----- |
| Великобритания | 10    |
| Германия       | 49    |
| Новая Зеландия | 45    |
| США            | 192   |
| Швеция         | 21    |

| Страна         | Сертификация | Порог продаж, экз. |
| -------------- | ------------ | ------------------ |
| Великобритания | Золотой      | 100 000            |
| Германия       | Золотой      | 100 000            |
| Швеция         | Золотой      | 20 000             |

Синглы:
| Сингл                   | Максимальная позиция в чарте | Максимальная позиция в чарте | Максимальная позиция в чарте | Максимальная позиция в чарте |
| Сингл                   | GB                           | DE                           | SE                           | NZ                           |
| ----------------------- | ---------------------------- | ---------------------------- | ---------------------------- | ---------------------------- |
| «Dreaming of Me»        | 57                           | 45                           | —                            | —                            |
| «New Life»              | 11                           | —                            | —                            | —                            |
| «Just Can’t Get Enough» | 8                            | —                            | 14                           | 29                           |